# Талергофский альманах

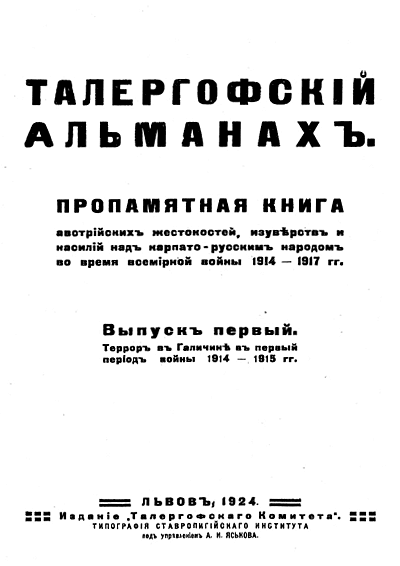
Талергофский Альманах. Выпуск первый.

Талергофский альманах (полное наименование в оригинальной орфографии Талергофскій альманахъ. Пропамятная книга австрійскихъ жестокостей, изуверстствъ и насилий надъ карпато-русскимъ народомъ во время Всемірной войны 1914−1917 гг.) — выходил в 1924−1932 гг., издатель  Центральный Талергофский комитет (ЦТК) во Львове.
ЦТК был основан 16 марта 1923 во Львове (председатель — профессор Владимир Труш из Станислава, секретарь Пелехатый).
Инициативную группу по созданию «Талергофского альманаха» составили о. Лончина, Михаил Марко (редактор), директор бурсы Панчак.
Главный редактор — Семён Бендасюк.
Всего было издано четыре выпуска альманаха, напечатанных львовской типографией Ставропигийского братства, которые содержали множество документальных свидетельств убийств властями Австро-Венгерской империи мирных жителей — галичан и буковинцев-русофилов, интернированных в концентрационный лагерь Талергоф во время Первой мировой войны.
В 1964 году выпуски «Талергофского альманаха» были переизданы в США на средства американского предпринимателя, мецената галицко-русских, лемковских и православных организаций в США и Польше Петра Гардого под заглавием «Галицкая Голгофа. Военные преступления Габсбургской монархии 1914−1917 годов».